# Viola nagasawae
Viola nagasawae là một loài thực vật có hoa trong họ Hoa tím. Loài này được Makino & Hayata miêu tả khoa học đầu tiên năm 1906.